# Милен (Наштетен)
Милен (њем. Miehlen) општина је у њемачкој савезној држави Рајна-Палатинат. Једно је од 137 општинских средишта округа Рајн-Лан. Према процјени из 2010. у општини је живјело 2.025 становника. Посједује регионалну шифру (AGS) 7141085.

## Географски и демографски подаци
Милен се налази у савезној држави Рајна-Палатинат у округу Рајн-Лан. Општина се налази на надморској висини од 217 метара. Површина општине износи 15,0 km². У самом мјесту је, према процјени из 2010. године, живјело 2.025 становника. Просјечна густина становништва износи 135 становника/km².